# عیسی امامی
عیسی امامی نمایندهٔ دورهٔ نهم مجلس شورای اسلامی و عضو کمیسیون برنامه و بودجه و محاسبات مجلس شورای اسلامی از حوزهٔ انتخابیهٔ گرگان و آق قلا در استان گلستان بود.

## سمت‌ها
- عضو هیئت مدیره بانک قرض الحسنه مهر ایران[۳]
- نماینده مردم گرگان و آق قلا در دوره نهم مجلس شورای اسلامی [۴]
- عضو شورای اسلامی شهر گرگان در دوره دوم[۵] و نائب رئیس شورای شهر[نیازمند منبع]
- نماینده شورای عالی جوانان در استان‌های مازندران و گلستان[نیازمند منبع]
- مدرس حقوق بانکی[نیازمند منبع]
- مدیریت بانک ملت استان[نیازمند منبع]
- مشاور معاون اجرائی مدیرعامل بانک ملت کشور[نیازمند منبع]